# Красногорское городское поселение (Челябинская область)
Красногорское городско́е поселе́ние — муниципальное образование в Еманжелинском районе Челябинской области Российской Федерации.
Административный центр — пгт Красногорский.

## История
Статус и границы городского поселения установлены Законом Челябинской области от 28 октября 2004 года № 293-ЗО «О статусе и границах Еманжелинского муниципального района и городских поселений в его составе»

## Население
| 2010    | 2011    | 2012    | 2013    | 2014    | 2015    | 2016    |
| ------- | ------- | ------- | ------- | ------- | ------- | ------- |
| 13 984  | ↗13 992 | ↗14 026 | ↘13 885 | ↘13 656 | ↘13 507 | ↘13 260 |
| 2017    | 2018    | 2019    | 2020    | 2021    | 2023    |         |
| ↘12 914 | ↘12 665 | ↘12 439 | ↘12 359 | ↘12 339 | ↘12 198 |         |

## Состав городского поселения
| № | Населённый пункт | Тип населённого пункта      | Население |
| - | ---------------- | --------------------------- | --------- |
| 1 | Ключи            | посёлок                     | ↘316      |
| 2 | Красногорский    | пгт, административный центр | ↘11 883   |